# Abgliophragma setosum
Abgliophragma setosum är en svampart som beskrevs av R.Y. Roy & Gujarati 1966. Abgliophragma setosum ingår i släktet Abgliophragma, divisionen sporsäcksvampar och riket svampar.   Inga underarter finns listade i Catalogue of Life.